# Arist de Salamina
Arist de Salamina (Aristos) fou un historiador grec que va escriure una història d'Alexandre el Gran, que esmenta una ambaixada de Roma a Alexandre quan aquest era a Babilònia. Va viure considerablement més tard que Alexandre, potser menys que Estrabó, però no se sap l'època i alguns la fixen al segle iii aC o segle ii aC.
Segons alguns historiadors l'historiador Arist seria la mateixa persona que el filòsof que fou contemporani i amic de Ciceró, que va ensenyar filosofia a Atenes i que va rebre la formació de Brutus. La similitud només se sosté amb que tenien el mateix nom, cap altra dada hi condueix.